# Faetano
Faetano (Faitén in romagnolo nella variante sammarinese) è un castello della Repubblica di San Marino di 1 192 abitanti ed un'estensione di 7,75 km².

## Origini del nome
Il toponimo deriva dal faggio (fagus), che è presente anche nello stemma del castello.

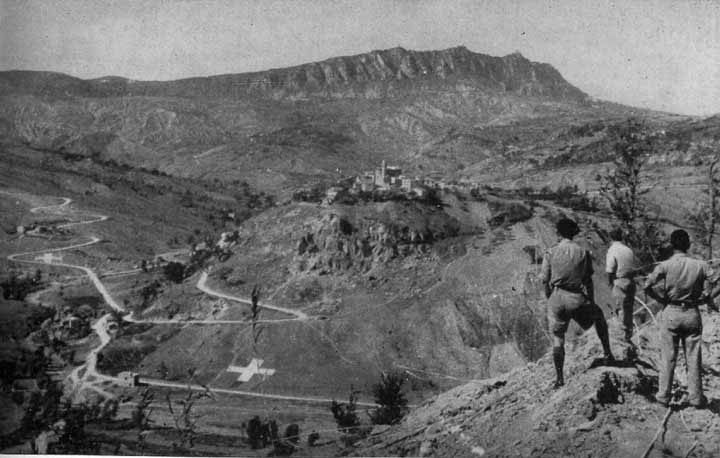
Faetano nel 1944 visto da Albereto (RN).

## Geografia fisica
Comprende tutta la valle del Marano fino al Lago di Faetano, al Monte Pulito, al Rio di Cà Chiavello e fino a Lodola. Il punto più elevato è Montelupo a 258 metri d'altezza. 
Confina con i castelli di Montegiardino, Fiorentino, Borgo Maggiore e Domagnano e con i comuni italiani di Coriano, Montescudo e Sassofeltrio, in Provincia di Rimini.

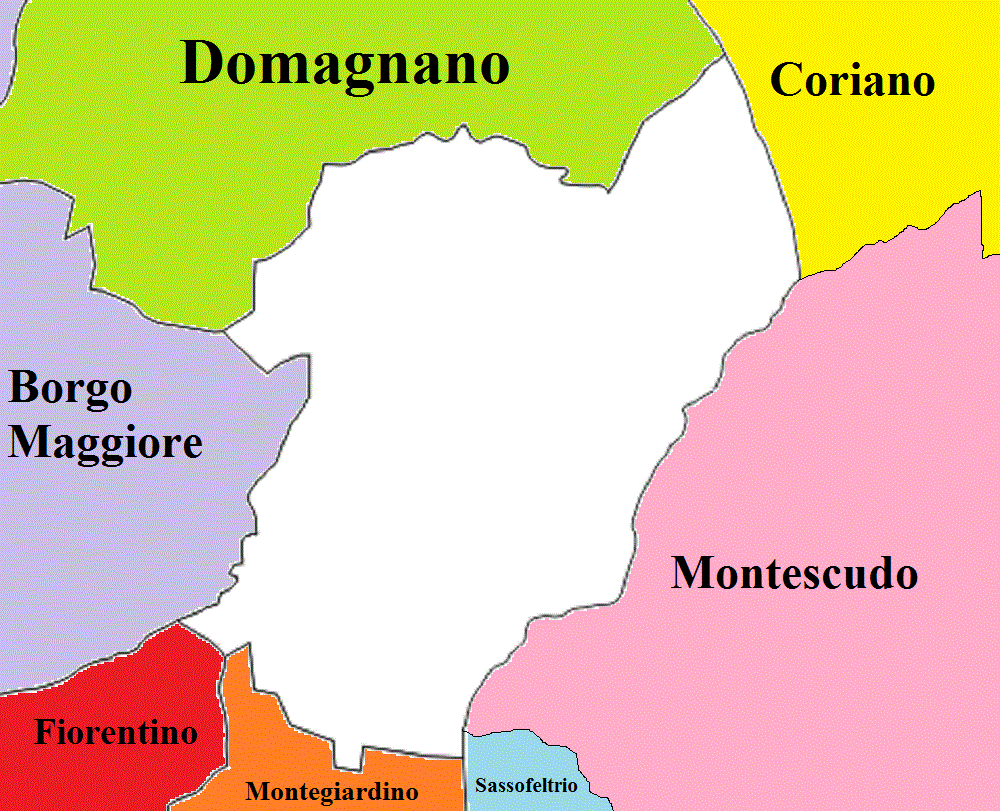
Mappa del castello di Faetano con i castelli e i comuni confinanti.

## Storia
Nel XIII secolo faceva parte del comune di Rimini, nel 1371 risultava parte dei domini dei Malatesta per conto dello Stato della Chiesa, entrò a far parte della Repubblica di San Marino nel 1463 dopo la guerra vittoriosa contro i Malatesta. A ricordo dell'origine riminese di questo territorio le due parrocchie locali continuarono a far parte della diocesi di Rimini per oltre cinque secoli, fino al 1977.

### Simboli
Lo stemma riprende il nome del paese, derivante da "faggio" o "bosco di faggi".

## Monumenti e luoghi d'interesse
La chiesa di San Paolo apostolo consacrata nel 1917, la Casa del Castello con una torretta campanaria in pietra che contiene l'orologio più antico della repubblica proveniente dalla Parva Domus di Città di San Marino.

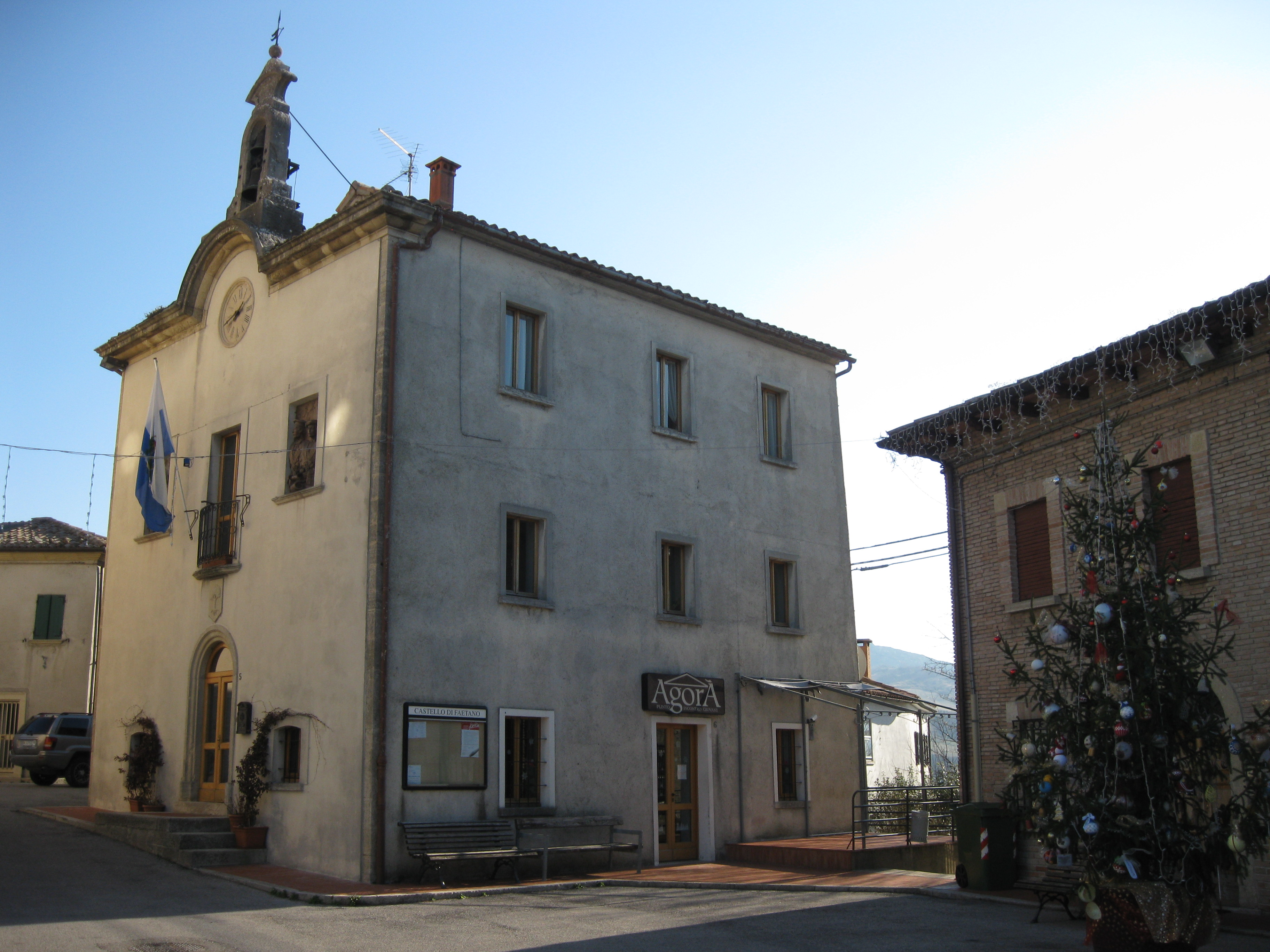
La Casa di Castello di Faetano in piazza del Massaro, 5.

## Società

### Evoluzione demografica
Abitanti censiti

## Geografia antropica

### Curazie
- Cà Chiavello
- Calligaria
- Corianino
- Monte Pulito

## Amministrazione
La Casa di Castello si trova in piazza del Massaro, 5.
Alle elezioni del 29 novembre 2020 è stato eletto come Capitano di Castello Giorgio Moroni dell'unica lista civica Faetano Viva con tutti e sei i seggi della Giunta di Castello.
| Periodo          | Periodo          | Primo cittadino     | Partito                   | Carica               | Note |
| ---------------- | ---------------- | ------------------- | ------------------------- | -------------------- | ---- |
| 30 novembre 2003 | 30 novembre 2014 | Pier Marino Bedetti | lista civica              | Capitano di Castello |      |
| 30 novembre 2014 | 29 novembre 2020 | Fanny Gasperoni     | Lista civica Faetano Viva | Capitano di Castello |      |
| 29 novembre 2020 |                  | Giorgio Moroni      | Lista civica Faetano Viva | Capitano di Castello |      |

## Sport
Il club calcistico del castello è la Società Calcio Faetano.